# Kadua lucei
Kadua lucei är en måreväxtart som först beskrevs av David H. Lorence och Jacques Florence, och fick sitt nu gällande namn av Warren Lambert Wagner och David H. Lorence. Kadua lucei ingår i släktet Kadua och familjen måreväxter.
Artens utbredningsområde är Marquesasöarna. Inga underarter finns listade i Catalogue of Life.